# Vass Zoltán (pszichológus)
Vass Zoltán, (Budapest, 1970. november 14. –) pszichológus, egyetemi tanár, a Károli Gáspár Református Egyetemen a pszichológia szak és a Pszichológiai Intézet alapító tagja, az Általános Lélektani és Módszertani Tanszék alapító tagja és vezetője, a klinikai és egészségpszichológiai szakirány felelőse, a képi kifejezéspszichológiai szakirányú továbbképzési szak alapítója és vezetője, témavezető az ELTE és PTE Pszichológiai Doktori Iskolájában. A KRE BTK Pszichológiai Intézetének vezetője.

## Fő oktatási területei
Képi kifejezéspszichológia, pszichodiagnosztika, pszichometria, projektív tesztek, mesterséges intelligencia a pszichodiagnosztikában, általános pszichológia, párkapcsolati dinamika. Öt új képzési programot vezetett be (posztgraduális és szakirányú képzések) és 34 új tantárgyi egyetemi programot dolgozott ki (BA, MA, Erasmus).

## Kutatási területei
- 1995 – Projektív tesztek számítógépes elemzése, algoritmusok alkalmazásával
- 1995 – Kifejezéspszichológiai kutatások
- 2001 – Mesterséges intelligencia a pszichodiagnosztikában, szakértői rendszerek
- 2002 – Rendszerszemléletű konfigurációelemzés, heurisztikus tesztelemzés
- 2005 – Projektív, interakciódinamikai és kérdőíves tesztfejlesztés
- 2007 – Psychogalaxy és Psychoscope kutatási projekt
- 2008 – Alkalmazott pszichológiai kutatások
- 2011 – Kognitív torzítások
- 2015 – Online szakértői rendszerek
- 2017 – Párkapcsolati dinamika, a hosszú távú párkapcsolatok pszichológiája
- 2018 – Alvási algoritmus (alváspszichológia)

## Életpályája
Felsőfokú tanulmányait az Eötvös Loránd Tudományegyetemen végezte, ahol 1995-ben pszichológiából diplomázott kiváló minősítéssel. Doktori tanulmányait Budapesten, Heidelbergben és New Yorkban végezte. PhD fokozatot 2000-ben szerzett az ELTE Kísérleti és Differenciálpszichológiai PhD-Alprogramján, summa cum laude minősítéssel. A Károli Gáspár Református Egyetemen 2000 óta dolgozik, ahol a pszichológiai szak és a Pszichológiai Intézet alapító tagja. Egyetemi tanári (professzori) kinevezését 2014-ben kapta meg. 2013-2016 között a Károli Gáspár Református Egyetem Pszichológiai Intézetének vezetője. Tanszékvezető egyetemi tanár az Általános Lélektani és Módszertani Tanszéken. A képi kifejezéspszichológiai szak, valamint a rajzvizsgálati szaktanácsadó szak alapítója és vezetője 2007-től, illetve 2018-tól. A Magyar Pszichológiai Társaság Kifejezéspszichológiai Szekciójának alapító elnöke 2015-től.
Kutatásszervezés: 1995-2012 között 29 kutatási pályázatot vezetett, köztük több OTKA, FKFP, RSS, DAAD, Alexander von Humboldt, MTA-Bolyai, MTA-Sasakawa, 10.000 fős TÁMOP és a 45.000 fős Psychogalaxy-kutatást. Összesen 32 szimpóziumot, konferenciát, workshopot szervezett (ebből 8 nemzetközi) és 217 tudományos előadást tartott (ebből 87 felkérésre).
Műhelyteremtő tevékenysége: elsőként indított egyetemi kurzust klasszikus rajztesztekről (1996), elsőként alapított egyetemi szintű, képi kifejezéspszichológiai képzést (2008). Létrehozta és vezeti a Képi Kifejezéspszichológiai Tudományos Műhelyt, amelyben 1122 tudományos közlemény készült (15 könyv és könyvfejezet, 52 folyóiratcikk, 249 konferenciaelőadás), 58 ismeretterjesztő közlemény, illetve 32 pszichiátriai képkiállítás (17 hazai, 15 külföldi). A tudományos műhely 5 egyetemközi kutatócsoport tevékenységét koordinálja, önálló könyvsorozattal rendelkezik Kifejezéspszichológiai tanulmányok címmel, rendszeresen kutat és publikál, szimpóziumokat és workshopokat szervez, akkreditált képzéseket működtet, melyeken 1996–2012 között 1622 fő vett részt.
Nemzetközi elismertség: munkái tananyagként szerepelnek amerikai, francia, német, orosz, kínai, izraeli egyetemeken és Erdélyben. Nemzetközi kapcsolatokért felelős elnökségi tag a 233 tudományos társaságot integráló SIPE-ben (Société Internationale de Psychopathologie de l'Expression et d'Art-Thérapie). Főszerkesztő a Confinia Psychopathologica című nemzetközi tudományos folyóiratban. Négy tudományos folyóirat, köztük a Magyar Pszichológiai Szemle szerkesztésében vett részt. A SIPE magyar tagszervezetének, a Magyar Pszichiátriai Társaság Kifejezéspatológiai és Művészetterápiás Szekciójának elnökségi tagja.
Felkéréses előadásokat tartott a kölni egyetemen egyetemen (Institut Psychologie, Universität zu Köln) több alkalommal, Tübingenben (Max-Planck-Institute für biologische Kybernetik), Pozsonyban (Institute for Art Therapy Education, Comenius University), Toulouse-ban (D. U. Art-thérapies de l'Université Toulouse le Mirail), Haifában (Haifa University), Tel-Avivban (Seminar Hakibutzim College), Jeruzsálemben (The David Yellin Academic College of Education).
Habilitációs előadásait a következő témákból tartotta:
- Tantermi előadás: Kinetikus kapcsolatvizsgálati módszerek
- Tudományos előadás: A képi kifejezéspszichológia alapelvei
- Angol nyelvű előadás: A system analysis approach (SSCA) to the psychology of expression

Munkásságát 2016-ban plenáris Mérei Ferenc Emlékelőadáson foglalta össze a Magyar Pszichológiai Társaság Nagygyűlésén "A képi kifejezéspszichológia új paradigmája" címmel.

## Tudományos eredményei
Tudományos kutatói munkásságának fő teljesítménye a képi kifejezéspszichológia rendszerszemléletű konfigurációelemzési modellje (Seven-Step Configuration Analysis, SSCA), amelyet a szakértői gondolkodás mesterséges intelligencia-modelljével fejlesztett ki. Kutatásait 6 idegen nyelven publikálta, összesen 26 könyvben (ebből 6 idegen nyelvű), 40 könyvfejezetben, 49 lektorált folyóiratcikkben, 4 pszichológiai szakértői rendszer és 6 pszichológiai számítógépes tesztprogram formájában. Az SSCA 152 kurzus irodalomjegyzékében szerepel (ebből 11 külföldi), 8 szimpózium témája volt, 5 posztgraduális továbbképzés épül rá. Tudományos publikációnak száma 1196, ebből 90% egyszerzős. Főbb kutatási eredmények:
(a) Mesterséges intelligencia a pszichodiagnosztikában
- A pszichiátriai nozológiai kategóriái fuzzy halmazok, amelyek az arisztotelészi kétértékű logika helyett a többértékű fuzzy logika alapján definiálhatók.
- Shannon-entrópiafüggvénye alapján a projektív rajzok információtartalom-mérési módszerének definíciója és az információtartalom pszichodiagnosztikai értelmezésének módszere.
- A konfiguráció fogalmát egy pszichológiai jelentéshez hozzárendelt változómintázatként definiálta, amely bizonyossági tényezővel (certainty factor) rendelkezik. A konfiguráció három összetevőt tartalmaz: (1) egy pszichológiai fogalmat (értelmezést, például személyiségvonást), (2) egy bizonyossági tényezőt, amely a pszichológiai fogalmat jellemzi, és (3) egy legalább háromelemű tulajdonságlistát.
- A konfigurációelemzés két alapszabálya: (1) ugyanazok az itemek különböző itemkonfigurációkban eltérő pszichológiai jelentéseket fejeznek ki. (2) Egy adott itemkonfiguráció pszichológiai jelentése függ az összes többi jelenlévő itemkonfigurációtól is.
- A pszichológiai megértés projektív pszichodiagnosztikai modelljének szakaszai: (1) jelenségek felismerése, (2) jelenségmintázatok felismerése, (3) jelentésmintázatok felismerése, (4) a jelentésmintázatok magasabb szintű újraértelmezése.
- A projektív rajzokban prototípusok, genotípusok és fenotípusok azonosíthatók (definíció kidolgozása).
- A heurisztikus tesztértelmezés leírása: olyan módszer, amelynek célja, hogy bizonytalan információk alapján növelje meg a pszichológiai tudás bizonyosságának mértékét.

(b) A képi kifejezéspszichológia rendszerszemlélete, alapelvei, metodológiája és hermeneutikai alapjai
- A projektív tesztvizsgálat leírható olyan rendszerként, amelynek komponensei a vizsgált személy(ek), a vizsgálatvezető, a produktum és a kontextus. A négy (öt) komponenstípus egymással meghatározott interakciótípusokba léphet.
- Empirikus vizsgálatokkal meghatározott 78 aktuálgenetikus reakciót.
- Kidolgozta a fenomenológiai térkép fogalmát és módszerét, amely a kifejezéspszichológiai megfigyeléseket rendszerezi és segíti a jelentésbeli összefüggések felismerését.
- Bevezette a kifejezéspszichológiai szemantikai térkép fogalmát, amely a fenomenológiai térkép alapján újabb kifejezéspszichológiai jelentéseket tár fel.
- Leírta a sensus plenior hermeneutikai fogalmának alkalmazását és az SSCA esszencia-fogalmához való viszonyát (2009).
- A képi kifejezéspszichológia tárgyát a következőképpen definiálta: egy hermeneutikai rendszer négy komponenstípusa közti dinamikus, reciprok tranzakciók összessége, vagyis a kép, a szituáció, az alkotó és a befogadó egymást hermeneutikai nézőpontból folytonosan újradefiniáló tranzakciói.

(c) Kérdőíves, interakciódinamikai és projektív tesztfejlesztés
- A 2400 itemből álló IPIP (International Personality Item Pool) kérdőív-rendszer hivatalos magyar honosítása. Az IPIP rendszerének átstrukturálása, amely 7 területen 36 kérdőívet, ezen belül 203 skálát eredményezett.
- Új tesztek kidolgozása: aktuális és ideális élettér-teszt (2008), hatvanmásodperces rajzteszt (SSDT, 2009), nemlétező állat-rajzteszt (2007), párkapcsolati szimbólumteszt (2008), LoveFeeler (2008), feminitás-kérdőív (2008), automatikus kiértékelésű páros rajzok.
- Tesztek első magyar közlése: HTAPPF (Hammer, 1959), Koppitz-féle emberrajz (HFD, Koppitz, 1968), Rosenberg-féle emberrajz-teszt (Hammer, 1958), Nyolcszoros Újrarajzolási Teszt (8CRT, Caligor, 1957), Stora-féle farajz-teszt (Stora, 1963), háromfa-teszt (Corboz, Gygax és Helfenstein, 1962), napcsalád (Iten, 1980), madárfészek (BND, Kaiser, 1996), kinetikus családrajz (KFD, Burns és Kaufman, 1970), kinetikus állatcsaládrajz (AKFD, Niesenbaum-Jones, 1985), regrediált kinetikus családrajz (RKFD, Furth, 1993), kinetikus iskolarajz (KSD, Prout és Phillips, 1974), kinetikus ház-, fa-, emberrajz-teszt (KHTP, Burns, 1987), kötetlen firkateszt (Auerbach, 1950), Meurisse-féle firkateszt (Meurisse, 1948), projektív grafomotoros teszt (Kutash és Gehl, 1955), Grätz-féle firkateszt (Grätz, 1978), projektív útrajz (Jones, 1995), többdimenziós rajzteszt (MDZT, Bloch, 1968), Personal Sphere Model (Schmiedek, 1973), kerékpár-teszt (Sharma, 1972).
- A közös rajzvizsgálati módszerhez (DTM, Drawing Together Method) videofilmek empirikus elemzésével új metodológia és új értelmezési rendszer kidolgozása.

(d) Projektív tesztek objektív kiértékelése
- Algoritmusos értékelési módszert dolgozott ki 56 változó felhasználásával digitalizált rajzok objektív mérésére.
- 2947 páros rajz elemzése alapján automatikus interakciódinamikai mérési algoritmusok kifejlesztése, melyek megadott személyiségdimenziókat értékelnek.
- Agresszív pszichiátriai betegek és emberölés miatt elítélt bűnelkövetők (n=347) emberrajzaiban nyolc fenotípust különített el.
- Tudományos kutatási céllal internetes közösségi oldalt hozott létre (Psychogalaxy), amellyel 45.000 főt vizsgált meg kérdőíves és projektív tesztekkel, Sváb Péterrel, Vargha Andrással és Bagdy Emőkével.

(e) Alvási algoritmus
- Új pszichológiai módszert dolgozott ki "alvási algoritmus" néven, amely az elalvást és az átalvást (visszaalvás éjjeli felébredésnél) segíti.
- A módszert bemutatta workshopokon és elsajátításához modern, online tanulási kurzust hozott létre.
- Az alvási algoritmust 13 nyelvre lefordították:

## Tudományos díjak és ösztöndíjak
- 1996 PhD kutatói ösztöndíj, Deutsches Akademisches Austauschdienst (Rechnergestützte Analyse der projektiven Zeichnungen)
- 1997–2000 OTKA (F 025916): Projektív rajzok számítógépes vizsgálatának kidolgozása és szakirodalmi adattár létrehozása
- 1997 Kutatói ösztöndíj, Sasakawa Foundation
- 1998 Publikációs díj, Pszichológia folyóirat (A projektív rajzvizsgálat objektivizálása felé: elemzés algoritmusokkal)
- 1998 PhD. részképzés (DAAD, Heidelberg, Prof. Dr. W. Sehringer)
- 1998 Kutatói ösztöndíj, Deutsches Akademisches Austauschdienst, Heidelberg (10 hónap, Formale Analyse der projektiven Gestaltungsverfahren)
- 1998–2000 Research Support Scheme (1497/1998): Computer assisted analysis of the projective assessment of family structure and relations
- 2001 OTKA (F 035233): A projektív pszichodiagnosztika rendszerelméleti megközelítése
- 2001 FKFP (0070/2001): A projektív pszichológia rendszerszemléleti paradigmája
- 2001 Alexander von Humboldt-Stiftung: Die künstliche Intelligenz in der Psychodiagnostik: Entwicklung eines Expertensystems für projektive Gestaltungsverfahren
- 2000–2001 Magyar Tudományos Akadémia Bolyai Ösztöndíj (10 hónap)
- 2001–2002 Posztdoktori kutatási ösztöndíjak, Alexander von Humboldt-Stiftung (Budapest, Heidelberg)
- 2004 Számítógépes munkaállomás-fejlesztési pályázat (Károli Gáspár Református Egyetem Bölcsészettudományi Kara számára)
- 2002-2005 OTKA (K37360): Diadikus és többszemélyes interakció-dinamika vizsgálati metodikafejlesztése (Bagdy E.)
- 2008 Psychogalaxy (Az emberi kapcsolatok tudományos kutatás) projekt, Szervezési és Vezetési Tudományos Társaság
- 2009 KRE Pszichológiai Intézet Gyémántoklevele
- 2009–2011 International Personality Item Pool kérdőív-rendszer honosítása (Scientific Collaboratory for the Development of Advanced Measures of Personality and Other Individual Differences)
- 2008-2010 Alkalmazott pszichológiai kutatások és tesztfejlesztés, Szervezési és Vezetési Tudományos Társaság
- 2010 KRE Pszichológiai Intézet Jubileumi Oktatási Díja
- 2013 Magyar Pszichiátriai Társaság Moussong-Kovács Erzsébet díja

## Közéleti tisztségei
- 1996–2001 Szervező titkár, Magyar Pszichiátriai Társaság Kifejezéspatológiai és Művészetterápiás Szekció
- 2001 – Főtitkár, Magyar Pszichiátriai Társaság Kifejezéspatológiai és Művészetterápiás Szekció
- 2001–2004 Independent Project Advisor, Mentor, University of Wisconsin-Madison
- 2001–2003 Reviewer, Publications and Communications Board, American Psychological Association
- 2001–2004 Magyar Pszichológiai Társaság Tesztbizottság tagja
- 2002–2004 Official Correspondent from Hungary, International Networking Group of Art Therapists (ING/AT)
- 2008 OTDK Pedagógiai, Pszichológiai, Közművelődési és Könyvtártudományi Szekció, Bíráló Bizottság tagja
- 2008– Kutatásvezető, Psychogalaxy projekt, Szervezési és Vezetési Tudományos Társaság – Károli Gáspár Református Egyetem
- 2008– Szakvezető, Képi kifejezéspszichológiai szak, Károli Gáspár Református Egyetem
- 2009–2011 Pszichometriai rovatvezető, Magyar Pszichológiai Szemle
- 2009 Psychogalaxy Ösztöndíjbizottság tagja, Szervezési és Vezetési Tudományos Társaság
- 2009– Elnök, Alkalmazott Pszichológiai Szekció, Szervezési és Vezetési Tudományos Társaság
- 2009–2010 Károli Gáspár Református Egyetem Kari Akkreditációt Előkészítő Bizottság tagja
- 2009 Országos Alkalmazott Pszichológiai PhD Konferencia Tudományos Bizottság tagja
- 2010– Magyar Pszichológiai Társaság Tesztbizottság tagja
- 2010 Organizing President, 6th SIPE Budapest Conference
- 2010–2012 Editor, Confinia Psychopathologica (Official Organ of the Société Internationale de Psychopathologie de l'Expression)
- 2011 Kreditátviteli Bizottság MA Felvételi Kreditelismertetési Albizottsága, Károli Gáspár Református Egyetem
- 2011– Magyar Pszichológiai Társaság Kommunikációs Bizottság tagja
- 2011– Klinikai és egészségpszichológiai szakirány felelőse, Károli Gáspár Református Egyetem, pszichológia mesterképzési szak
- 2012–2014 Editor-in-Chief, Confinia Psychopathologica (Official Organ of the Société Internationale de Psychopathologie de l'Expression)
- 2012– Elnökségi tag, Société Internationale de Psychopathologie de l'Expression et d'Art-Thérapie
- 2013–2016 A Károli Gáspár Református Egyetem Pszichológiai Intézetének vezetője
- 2015– A Magyar Pszichológia Szemle Szerkesztőbizottságának tagja
- 2018– Szakfelelős, Károli Gáspár Református Egyetem Pszichológia MA szak
- 2015– A Magyar Pszichológia Szemle Szerkesztőbizottságának tagja

## Tudományos közleményei (válogatás)

### Könyvek
- Vass, Z. (2003). A rajzvizsgálat pszichológiai alapjai (Formai-szerkezeti rajzelemzés). Budapest: Flaccus. (343 oldal)
- Sehringer, W., Vass, Z. (Hrsg). (2004). Dynamik psychischer Prozesse in Diagnose und Therapie beim Zeichnen und Malen, Wirken und Gestalten, Erzählen und Erfinden. Festschrift für István Hárdi. Budapest: Flaccus. (275 oldal)
- Sehringer, W., Vass, Z. (szerk). (2005). Lelki folyamatok dinamikája a képi világ diagnosztikában és terápiában. Budapest: Flaccus. (319 oldal)
- Vass, Z. (2006/2013). A rajzvizsgálat pszichodiagnosztikai alapjai. Budapest: Flaccus. (927 oldal)
- Vass, Z. (2007) (Szerk.). Gerő Zsuzsa: A gyermekrajzok esztétikuma és más írások. Budapest: Flaccus. (236 oldal)
- Vass, Z. (2007). Formai-szerkezeti rajzelemzés. Budapest: Flaccus. (343 oldal)
- Vass, Z., Tekler, V. (2010). I. Országos Alkalmazott Pszichológiai PhD Konferencia. Budapest: Szervezési és Vezetési Tudományos Társaság (209 oldal)
- Hárdi, I., Vass, Z. (2010) (Szerk.). A S.I.P.E. VI. Magyarországi Kollokviuma (SIPE VI. Hungarian Colloquium). Budapest: Szervezési és Vezetési Tudományos Társaság (146 oldal)
- Vass, Z., Perger, M. (2011). A kinetikus iskolarajz[halott link]. Iskolapszichológia 32, ELTE Eötvös Kiadó (77 oldal)
- Vass, Z., Vass, V. (2011). A közös rajzok pszichológiai értelmezése. Budapest: Flaccus Kiadó (62 oldal)
- Vass, Z. (2011). A hétlépéses képelemzési módszer. Budapest: Flaccus Kiadó (52 oldal)
- Vass, Z. (2011). A többdimenziós rajzteszt. Budapest: Flaccus Kiadó (52 oldal)
- Vass, Z. (2011). A psychological interpretation of drawings and paintings. The SSCA method: A systems analysis approach. Budapest: Alexandra. (928 oldal).
- Vass, Z. (2011). A képi kifejezéspszichológia alapkérdései – szemlélet és módszer. Budapest: L’Harmattan (241 oldal).
- Mirnics, Zs., Bajor, A., & Sztankovjánszky, Sz. (2011). A közös Rorschach vizsgálat. In Z. Vass (Ed.), Kifejezéspszichológiai tanulmányok. Budapest: Flaccus Kiadó
- A hétlépéses képelemzési módszer (SSCA); Flaccus, Bp., 2011 (Kifejezéspszichológiai tanulmányok)
- A képi kifejezéspszichológia alapkérdései. Szemlélet és módszer; L'Harmattan, Bp., 2011 (Kívülbelül)
- Vass Zoltán–Perger Mónika: A kinetikus iskolarajz; ELTE Eötvös, Bp., 2011 (Iskolapszichológia)
- Vass Zoltán–Vass Viola: A közös rajzok pszichológiai értelmezése; Flaccus, Bp., 2011 (Kifejezéspszichológiai tanulmányok)
- A többdimenziós rajzteszt; Flaccus, Bp., 2011 (Kifejezéspszichológiai tanulmányok)
- A psychological interpretation of drawings and paintings. The SSCA method: a systems analysis approach; Alexandra, Pécs, 2012

### Könyvfejezetek
- Vass, Z. (2001). Artificial intelligence in psychodiagnosis. In Jakab, I. (Ed.), Developmental aspects of creativity, p. 159-177. Boston: American Society of Psychopathology of Expression.
- Kapitány, Á., Kapitány, G., Bánki L., Tóth, B., Törő, T., Vass, Z. (2001). A képi kifejezés motivációs elemzése. In Pléh, Cs., László, J., Oláh, A. (Szerk.), Tanulás, kezdeményezés, alkotás, 89-105. o. Budapest: ELTE Eötvös Kiadó.
- Vass, Z. (2003). Expression of aggression in projective drawings: Phenotypes and configurations. In Dimitrascu, D. L. (Ed.), Psychosomatic Medicine. Recent progress and current trends. "Iuliu Hatieganu" University Publishing House: Cluj Napoca, 236-244.
- Vass, Z. (2007). Bevezetés Gerő Zsuzsa gyermekrajz-pszichológiájába. In Vass, Z. (Szerk.), Gerő Zsuzsa: A gyermekrajzok esztétikuma és más írások, 7-14. Budapest: Flaccus.
- Vass, Z. (2004). Milestones of conceptual development in the dynamic examination of drawing by István Hárdi (with detailed bibliography). In Sehringer, W., Vass, Z. (Hrsg), Dynamik psychischer Prozesse in Diagnose und Therapie beim Zeichnen und Malen, Wirken und Gestalten, Erzählen und Erfinden. Festschrift für István Hárdi. Budapest: Flaccus, 21-45
- Vass, Z. (2004). Computergestützte Auswertung von Zeichentests. In Sehringer, W., Vass, Z. (Hrsg), Dynamik psychischer Prozesse in Diagnose und Therapie beim Zeichnen und Malen, Wirken und Gestalten, Erzählen und Erfinden. Festschrift für István Hárdi. Budapest: Flaccus, 119-143
- Vass, Z. (2004). Expression of aggression in projective drawings: Phenotypes and configurations. In Sehringer, W., Vass, Z. (Hrsg), Dynamik psychischer Prozesse in Diagnose und Therapie beim Zeichnen und Malen, Wirken und Gestalten, Erzählen und Erfinden. Festschrift für István Hárdi. Budapest: Flaccus, 143-173.
- Vass, Z. (2005). A dinamikus rajzvizsgálat fogalmának fejlődési szakaszai Hárdi István életmûvében: történeti áttekintés. In Sehringer, W., Vass, Z. (Szerk), Lelki folyamatok dinamikája a képi világ diagnosztikában és terápiában. Budapest: Flaccus, 15-38.
- Vass, Z. (2005). A mérhetőség és a megértés problémái a projektív rajzvizsgálatban: algoritmusos és heurisztikus elemzés. In Sehringer, W., Vass, Z. (Szerk.), Lelki folyamatok dinamikája a képi világ diagnosztikában és terápiában. Budapest: Flaccus, 125-181.
- Vass, Z. (2005). Az agresszió kifejeződése projektív rajzokban: fenotípusok és konfigurációk. In Sehringer, W., Vass, Z. (Szerk.), Lelki folyamatok dinamikája a képi világ diagnosztikában és terápiában. Budapest: Flaccus, 183-213.
- Vass, Z. (2007). Szimbólumok, énfunkciók és elhárító mechanizmusok a projektív rajzokban. In Oláh A., Demetrovics Zs., Kökönyei Gy. (Szerk.), Személyiséglélektantól az egészségpszichológiáig. Tanulmányok Kulcsár Zsuzsanna tiszteletére. Budapest: Trefort Kiadó.
- Vass, Z. (2009). A New Method for Configuration Analysis in Psychology. In 20 years: 1989-2009. The Sasakawa Young Leaders Fellowship Fund in Hungary (CD melléklet). Budapest: Hungarian Academy of Sciences – Sasakawa Young Leaders Fellowship Fund.
- Vass, Z. (2010). A Szervezési és Vezetési Tudományos Társaság alkalmazott pszichológiai kutatásairól. In Vass, Z., Tekler, V. (2010). I. Országos Alkalmazott Pszichológiai PhD Konferencia. Budapest: Szervezési és Vezetési Tudományos Társaság, 7-10.
- Vass, Z. (2010). Metanoia: An Authentic Method of Transformation. In Alvernaz-Nagy, J. E. Integrative coaching with colours. Amazon.
- Vass, Z. (2011). Appercepció és produkció, avagy Hermann Rorschach és a képi kifejezéspszichológia. In Mirnics, Zs., Bajor, A., & Sztankovjánszky, Sz. (2011). A közös Rorschach vizsgálat (pp. 7–22). Budapest: Flaccus Kiadó.
- Vass, Z., & Vass, V. (2011). Egyéni és közös rajzvizsgálat. In: Császár-Nagy, N., Demetrovics, Zs., Vargha, A. (Eds.). A klinikai pszichológia horizontja (pp. 201–248). Budapest: L’Harmattan.
- Vass, Z. (2012). The SSCA method. In J. Šicková–Fabrici, J Šicko (Eds.). Quo vadis (art) terapia? Bratislava: Vydalo OZ Terra therapeutica v roku (pp. 49–53). In Slowak: Metóda SSCA (Sedemstupňová analýza konfigurácie), pp. 45–49.
- Grezsa, F., Vargha, A. & Vass, Z. (2014). Tizenéves fiatalok szerhasználata: kockázati tényezők és védőfaktorok. In: Spanncraft, M., Sepsi, E., Bagdy, E., Komlósi, P. & Grezsa, F. (szerk.). Ki látott engem? – Buda Béla 75. Károli Könyvek. Tanulmánykötet, sorozatszerkesztő: Sepsi E. Budapest: Károli Gáspár Református Egyetem – L'Harmattan Kiadó, 425–444. ISBN 978 963 236 826 9, ISSN 2062-9850.
- Zsirosné Seres, J., Vass, Z., Mirnics, Zs., & Surányi, Zs. (2014). Spirituális közvetítő személyek és terek. In: Vassányi, M., Sepsi, E., & Voigt, V. (Eds.). A spirituális közvetítő. Károli Könyvek sorozat (Sorozatszerkesztő: Sepsi E.). Budapest: L'Harmattan Kiadó, 346–355.
- Mirnics, Zs., Vass, Z., & Kövi, Zs. (2014). Bensőséges kapcsolatok és istenkép. In: Vassányi, M., Sepsi, E., & Voigt, V. (Eds.). A spirituális közvetítő. Károli Könyvek sorozat (Sorozatszerkesztő: Sepsi E.). Budapest: L'Harmattan Kiadó, 355–367.
- Vass, Z., Mirnics, Zs., Kövi. Zs. (2015). Vallási fogalmak reprezentációja a képi kifejezéspszichológia eszközeivel, In: Hit és Tudás. Studia Caroliensia. A Károli Gáspár Református Egyetem 2014-es Évkönyve, szerk. Sepsi Enikő – Deres Kornélia, KRE-L’Harmattan Kiadó, 2015, 99-109.
- Vass, Z. (2015). Firkák üzenete: a spontán firka és a tetoválás mint ember–környezet tranzakció elemzése. In: Dúll, A. & Varga, K. (Szerk.). Szuggesztív környezeti kommunikáció. Budapest: L'Harmattan Kiadó.
- Vargha, András ; Jantek, Gyöngyvér ; Grezsa, Ferenc ; Mirnics, Zsuzsanna ; Vass, Zoltán (2016). A szülői kötődés főbb típusai és kapcsolatuk függőségi változókkal 15-16 éves tanulóknál. In: Spannraft, Marcellina; Korpics, Márta; Németh, László (szerk.) A család és a közösség szolgálatában: tanulmányok Komlósi Piroska tiszteletére. Budapest, Magyarország : Károli Gáspár Református Egyetem, L'Harmattan Kiadó (2016) 319 p. pp. 269–289. , 21 p.
- Kiss, N. ; Horváth, L. ; Mirnics, Zs. ; Vass, Z. ; Vass, V. ; Kövi, Zs. (2016). A nyugati és a keleti kultúra különbségei. In: Czeglédy, Anita; Sepsi, Enikő; Szummer, Csaba (szerk.) Tükör által. Tanulmányok a nyelv, kultúra identitás témaköréből. Budapest, Magyarország : L Harmattan Kiadó, (2016) pp. 67–86. , 20 p.
- Kövi, Zsuzsanna ; Grezsa, Ferenc ; Mirnics, Zsuzsanna ; Rózsa, Sándor ; Vargha, András ; Kása, Dorottya ; Koós, Tamás ; Vass, Zoltán (2016). Spirituális lelki jóllét, mint szerhasználati protektív tényező. In: Sepsi, Enikő; Lovász, Irén; Kiss, Gabriella; Faludy, Judit (szerk.) Vallás és művészet. Budapest, Magyarország : Károli Gáspár Református Egyetem, L'Harmattan Kiadó (2016) 810 p. pp. 31–44. , 14 p.
- Reinhardt, Melinda ; Vass, Zoltán (2016). Az út archetípusa és a projektív útrajz szimbolikája. Perszonális és transzcendens jelentéssíkok a képi kifejezéspszichológiában. In: Sepsi, Enikő; Lovász, Irén; Kiss, Gabriella; Faludy, Judit (szerk.) Vallás és művészet. Budapest, Magyarország : Károli Gáspár Református Egyetem, L'Harmattan Kiadó (2016) 810 p. pp. 69–84. , 16 p.
- Dengyel, Kinga ; Vass, Zoltán ; Mirnics, Zsuzsanna ; Czókolyová, Tünde (2019). Felnőtt örökbefogadottak Életút-rajzainak elemzése SS CA módszerrel. In: Kövi, Zsuzsanna; Mirnics, Zsuzsanna; Reinhardt, Melinda (szerk.) Lélek(sz)árnyak. Budapest, Magyarország : Károli Gáspár Református Egyetem (KGRE), L'Harmattan Kiadó (2019) 330 p. pp. 245–272. , 28 p.
- Gardiner, G. ; Sauerberger, K. ; Kun, Á. ; Gadanecz, P. ; Vass, Z. ; Smohai, M. ; Members, of the International Situations Project ; Funder, D.C. (2019). Towards meaningful comparisons of personality in large-scale cross-cultural studies. In: Realo, A. In praise of an inquisitive mind: A Festschrift in honor of Jüri Allik on the occasion of his 70th birthday. Tartu, Észtország : University of Tartu Press, (2019) pp. 123–139. , 17 p.
- Kövi, Zsuzsanna ; Fogarassy, Levente ; Mirnics, Zsuzsanna ; Mersdorf, Anna ; Vass, Zoltán (2020). Spiritual Experiences in Adventure Therapy. In: Sepsi, E.; Daróczi, A.; Vassányi, M. (szerk.) Initiation into the mysteries: a collection of studies in religion, philosophy and the arts. Budapest, Magyarország, Paris, Franciaország : Károli Gáspár Református Egyetem, L'Harmattan Kiadó, L'Harmattan (Paris) (2020) 351 p. pp. 157–171. , 14 p.

### Folyóiratcikkek
- Várfiné Komlósi, A., Vass, Z., Rózsa, S. (1996). A depresszióra való hajlam serdülőkori felismerésének és módosításának lehetőségei Magyar Pszichológia Szemle, 52, 101-124.
- Vass, Z. (1996). A projektív rajzok előnyei, problémái és kutatási távlatai. Magyar Pszichológia Szemle, 52, 81-100.
- Vass, Z. (1998). The inner formal structure of the H-T-P drawings: An exploratory study. Journal of Clinical Psychology, 54, 1-9.
- Vass, Z. (1998). Fóbia hipnoterápiás kezelése I. Hipnoterápiás esettanulmány. Hipno-info, 34, 77-85. Magyar Hipnózis Egyesület.
- Vass, Z. (1999). A projektív rajzvizsgálat objektivizálása felé: elemzés algoritmusokkal. Szkizofrén betegek farajzainak térszerkezeti elemzése. Pszichológia, 19, 79-124. (Publikationspreis der Hungarian Journal of Psychology)
- Vass, Z. (1999). Fóbia hipnoterápiás kezelése II. Hipnoterápiás esettanulmány. Hipno-info: 35, Magyar Hipnózis Egyesület
- Vass, Z. (1999). La nouvelle perspective de l’examen des dessins projectifs: l’analyse psychométrique avec algorithmes. La Revue Française de Psychiatrie et de Psychologie Médicale, 31, 94-97.
- Vass, Z. (2000). Expert systems in psychodiagnosis. Developmental aspects of creativity, (Abstracts), 41.
- Vass, Z. (2001). A kinetikus családrajz (Kinetic Family Drawing) alkalmazása a pszichodiagnosztikában. Magyar Pszichológiai Szemle, 56, 107-135.
- Vass, Z. (2001). A pszichiátriai diagnózis többértékű logikája: prototipikus kategóriák, szignáldetekciós elmélet és fuzzy tagsági függvények. Pszichológia, 21, 353-370.
- Vass, Z. (2002). News from Hungary. Newsletter of the International Networking Group of Art Therapist, 14 (2), pp. 5–6.
- Vass, Z. (2002). A dinamikus rajzvizsgálat személyiségszintjei és a pszichológiai differenciáció. Psychiatrica Hungarica, 17 (1), pp. 30–49.
- Vass, Z. (2005). Projektív rajzok információtartalmának mérése és pszichodiagnosztikai vonatkozásai. A Magyar Pszichiátriai Társaság XII. Jubileumi Vándorgyűlése, Budapest, 2005. 01. 26-29. Psychiatria Hungarica Supplementum, p. 58.
- Vass, Z. (2005). Az élettér-teszt (Personal Sphere Model: Schmiedek, 1973) hazai adaptációja. A Magyar Pszichiátriai Társaság XII. Jubileumi Vándorgyűlése, Budapest, 2005. 01. 26-29. Psychiatria Hungarica Supplementum, p. 58.
- Vass, Z. (2005). Projektív rajzok értelmezése: a hétlépéses elemzés. A Magyar Pszichiátriai Társaság XII. Jubileumi Vándorgyűlése, Budapest, 2005. 01. 26-29. Psychiatria Hungarica Supplementum, p. 58.
- Hárdi, I., Kassai-Farkas, Á., Pető, Z., Plesznivy, E., Roux, G., Schuster, M., Sehringer, W., Tényi, T., Vass, Z. (2005). A képi kifejezés és művészetterápia 25 éve és perspektívái. Múlt, jelen, jövő. A Magyar Pszichiátriai Társaság XII. Jubileumi Vándorgyűlése, Budapest, 2005. 01. 26-29. Psychiatria Hungarica Supplementum, p. 57.
- Vass, Z. (2006). Kreativitás a mozgástervezésben. Magyar Pszichiátriai Társaság VI. Nemzeti Kongresszusa, Budapest. Kivonat: Psychiatria Hungarica Supplementum, 20, 37.
- Uszanov, N., Vass, Z. (2006). Kreativitás az állatrajzokban. Magyar Pszichiátriai Társaság VI. Nemzeti Kongresszusa, Budapest. Kivonat: Psychiatria Hungarica Supplementum, 20, 37.
- Kirády, A., Vass. Z. (2006). Szkizofréniás betegek projektív rajzainak konfigurációs elemzése. Magyar Pszichiátriai Társaság VI. Nemzeti Kongresszusa, Budapest. Kivonat: Psychiatria Hungarica Supplementum, 20, 38.
- Gajda, T., Vass, Z., Pősz, K,, Pászthy, B. (2007). Anorexiás serdülők projektív rajzvizsgálata. Serdülő- Gyermekpszichoterápia, 2007/1.
- Kirády, A., Vass, Z. (2009). Coping with stress: A new assessment method based on drawing behaviour. Kalokagathia 2009, 4.
- Vass, Z. (2010). A kinetikus iskolarajz rendszerszemléletű konfigurációelemzése (A systems analysis approach to Kinetic School Drawings, KSD). Magyar Pszichológiai Szemle, 65, p 495-527.
- Vass, Z. (2010). A rajzvizsgálat szerepe és lehetőségei a pedagógiai munkában. Magyar Református Nevelés, 11, p. 66-80.
- Vass, Z., Kirády, A. (2010). Coping with stress: A new assessment method based on drawing behaviour. In: Kalokagathia, 2-3, 17-31.
- Vass, Z. (2011). A gyermekrajz és a veszteségélmény feldolgozása. Lurkóvilág Óvodai Magazin, 5, 12.
- Vass, Z., & Vass, V. (2011). A közös rajzvizsgálat viselkedéses, kommunikációelemzési és interakciódinamikai kiértékelése. Pszichológia, 31, 125-143
- Antos, Zs., & Vass, Z. (2011). Szörnypszichológia a projektív rajzok tükrében[halott link]. Magyar Tudomány, 10, 1154-1163.
- Vass, Z. (2012). Семь шагов конфигурационного анализа (КА) в интерпретации рисунков и картин [Электронный ресурс] // Медицинская психология в России: электрон. науч. журн. – 2012. – N 4 (15). – URL: http://medpsy.ru (дата обращения: 20.07.2012).
- Vass, Z . (2012). Cognitive biases in interpretation of visual expression. STUDIA CASUISTICA 2 : Suppl. 2 pp. 60–69. , 10 p. (2012)
- Vass, Z. (2012). Rules to avoid cognitive biases in the psychology of visual expression. STUDIA CASUISTICA 2 : 2 pp. 68–75. (2012)
- Vass, Z. (2012). A Confinia Psychopathologica folyóiratról. PSYCHIATRIA HUNGARICA 27 : 5 pp. 381–382. , 2 p. (2012)
- Vass, Z. (2012) Z 90-м днем рождения Иштван. MEDICINSKAJA PSIHOLOGIJA V ROSSII 2 : 1 pp. 5–9. (2012)
- Vass, Z. (2012) Семь шагов конфигурационного анализа (КА) в интерпретации рисунков и картин. MEDICINSKAJA PSIHOLOGIJA V ROSSII 4 : 15 pp. 27–31. , 5 p. (2012)
- Vass, Z ; Varga, B. (2012) Comparing the sign vs. interrelated pattern approach of projective drawings: School-ready and premature children's drawings of a tale. CONFINIA PSYCHOPATHOLOGICA 2 : 1 pp. 87–97. (2012)
- Vass, Z ; Orosz, K. ; Pollner, P ; Sváb, P. (2012). A network-based approach to personality: Preliminary results. STUDIA CASUISTICA 2 : Suppl. 1 pp. 90–99. , 10 p.
- Vass, Z. (2012). Psychologische Interpretation von Zeichnen und Malen. Die SSCA Methode: der Ansatz einer Systemanalyse. STUDIA CASUISTICA 2 : Suppl. 1 pp. 20–36.
- Vass, Z. (2012). Phenotypes of aggressive psychiatric patients' and delinquents' projective drawings. MEDICINSKAJA PSIHOLOGIJA V ROSSII 7 Paper: 45-64.
- Vass, Z. (2013). The pictorial expression of aggression: A new approach. CONFINIA PSYCHOPATHOLOGICA 2 : 1 pp. 67–86.
- Vass, Z. (2013). A validity study of expert system analysis of projective drawings. MEDICINSKAJA PSIHOLOGIJA V ROSSII 6 pp. 27–36. , 10 p.
- Sági, Zs ; Vass, Z ; Hámori, E ; Djuroska, K. (2013). Hátrányos helyzetű térségben nevelkedett gyermekek madárfészek rajztesztjeinek elemzése. PSYCHOLOGIA HUNGARICA CAROLIENSIS 1 : 1 pp. 84–108. , 25 p.
- Vass, Zoltán ; Mirnics, Zsuzsanna ; Kövi, Zsuzsanna (2014). Vallási fogalmak reprezentációjának vizsgálata a képi kifejezéspszichológia eszközeivel. STUDIA CAROLIENSIA 15 pp. 99–110. , 12 p.
- Kövi, Zs ; Hevesi, K ; Rózsa, S ; Jaksic, N ; Kása, D ; Mirnics, Zsuzsanna ; Mersdorf, A ; Vass, Z (2014). Indicators of Pathological Narcissism in the Sixty Second Drawing Test. CONFINIA PSYCHOPATHOLOGICA 2 : 2 pp. 45–75. , 31 p.
- Mirnics, Zs ; Kövi, Zs ; Szili, I ; Heincz, O ; Vass, Z ; Reinhardt, M. (2014). Art therapy, a self-experience method supporting mental health. CONFINIA PSYCHOPATHOLOGICA 2 : 2 pp. 97–117. , 21 p.
- Takács, Szabolcs ; Vass, Zoltán ; Szarka, Renáta ; Szövényi, György ; Kis, György (2014). Kognitív torzítások mérése. PSYCHOLOGIA HUNGARICA CAROLIENSIS 2 pp. 39–71. , 33 p.
- Kövi, Zsuzsanna ; Grezsa, Ferenc ; Kása, D ; Mirnics, Zsuzsanna ; Rózsa, Sándor ; Vargha, András ; Koós, T ; Vass, Zoltán (2015). A vallásosság és a lelki jóllét alakulása általános és középiskolásoknál. VALLÁSTUDOMÁNYI SZEMLE 11 : 3-4 pp. 62–73. , 12 p. (2015)
- Grezsa, Ferenc ; Mirnics, Zsuzsanna ; Vargha, András ; Kövi, Zsuzsanna ; Rózsa, Sándor ; Vass, Zoltán ; Koós, Tamás (2015). Iskolás- és serdülőkorúak droghasználata: kockázati és védő faktorok egy reprezentatív vizsgálat tükrében. MENTÁLHIGIÉNÉ ÉS PSZICHOSZOMATIKA 16 : 4 pp. 297–330. , 34 p.
- Gardiner, Gwendolyn ✉ ; Lee, Daniel ; Baranski, Erica ; Funder, David ; Int Situations Project (Kollaborációs szervezet) ; Kun, Ágota ; Gadanecz, Péter ; Vass, Zoltán ; Smohai, Máté** (2020). Happiness around the world: A combined etic-emic approach across 63 countries. PLOS ONE 15 : 12 Paper: e0242718 , 31 p.
- Kövi, Zsuzsanna ; Hittner, James B. ; Mirnics, Zsuzsanna ; Grezsa, Ferenc ; Smohai, Máté ; Jakšić, Nenad ; Mészáros, Veronika ; Rózsa, Sándor ; Vargha, András ; Tanyi, Zsuzsanna et al. (2021). Concurrent Validity of the Sixty-Second Drawing Test in Measuring High-Schoolers’ Close Relationships and Depression. RORSCHACHIANA 42 : 1 pp. 52–71. , 20 p.
- Mészáros, Veronika ; Mirnics, Zsuzsanna ; Kövi, Zsuzsanna ; Arató, Judit ; Vass, Zoltán ; Kiss, Paszkál ; Rózsa, Sándor (2021). A koronavírus elleni védőoltással kapcsolatos vélekedések – az egészségügyi dolgozók szerepe az ismeretek átadásában 2020 decemberében = Opinions about coronavirus vaccination – the role of healthcare workers in communication in December 2020. ORVOSI HETILAP 162 : 24 pp. 931–937. , 7 p.
- M., Smohai ; Szemes, Á. ; N., Bernhardt-Torma ; Zs., Mirnics ; K., Bóna ; K., Kovács ; N., Gyömbér ; R., Béres ; Zs., Kövi ; V., Mészáros et al. (2021). Psychometric properties of the Hungarian adaptation of the Sport Motivation Scale II. JOURNAL OF PHYSICAL EDUCATION AND SPORT 21 : Suppl.Issue 3 pp. 2209–2218. Paper: 281 , 10 p.
- Baranski, Erica ; Gardiner, Gwendolyn ; Lee, Daniel ; Funder, David C.** ; Máté, Smohai** ; Zoltán, Vass** ; Zoltán, Kekecs** ; Péter, Gadanecz** ; Ágota, Kun (2021). Who in the world is trying to change their personality traits? Volitional personality change among college students in six continents. JOURNAL OF PERSONALITY AND SOCIAL PSYCHOLOGY 121 : 5 pp. 1140–1156. , 17 p.

### Egyéb
- Vass, Z. (2016). Pszichológiai tudáskiegészítésre és projektív tesztek heurisztikus elemzésére alkalmas szakértői rendszer működési alapelvei és kifejlesztési módszertana. Szellemi Tulajdon Nemzeti Hivatala. Nyilvántartási szám: 004640